# Fundación Yvy Marãe’ỹ
La Fundación Yvy Marãe’ỹ (en español: Fundación Tierra sin mal) es una entidad con Personería Jurídica N° 9184/07, creada el 23 de abril de 2005. Su principal objetivo es contribuir con la construcción de un país pluricultural, plurilingüe e intercultural, donde se respeten los derechos culturales y lingüísticos, se equipare el uso del guaraní y el castellano como lenguas oficiales en el Estado y la sociedad, y se promocionen y defiendan las lenguas indígenas y el derecho de toda persona de vivir en su lengua.

## Generalidades

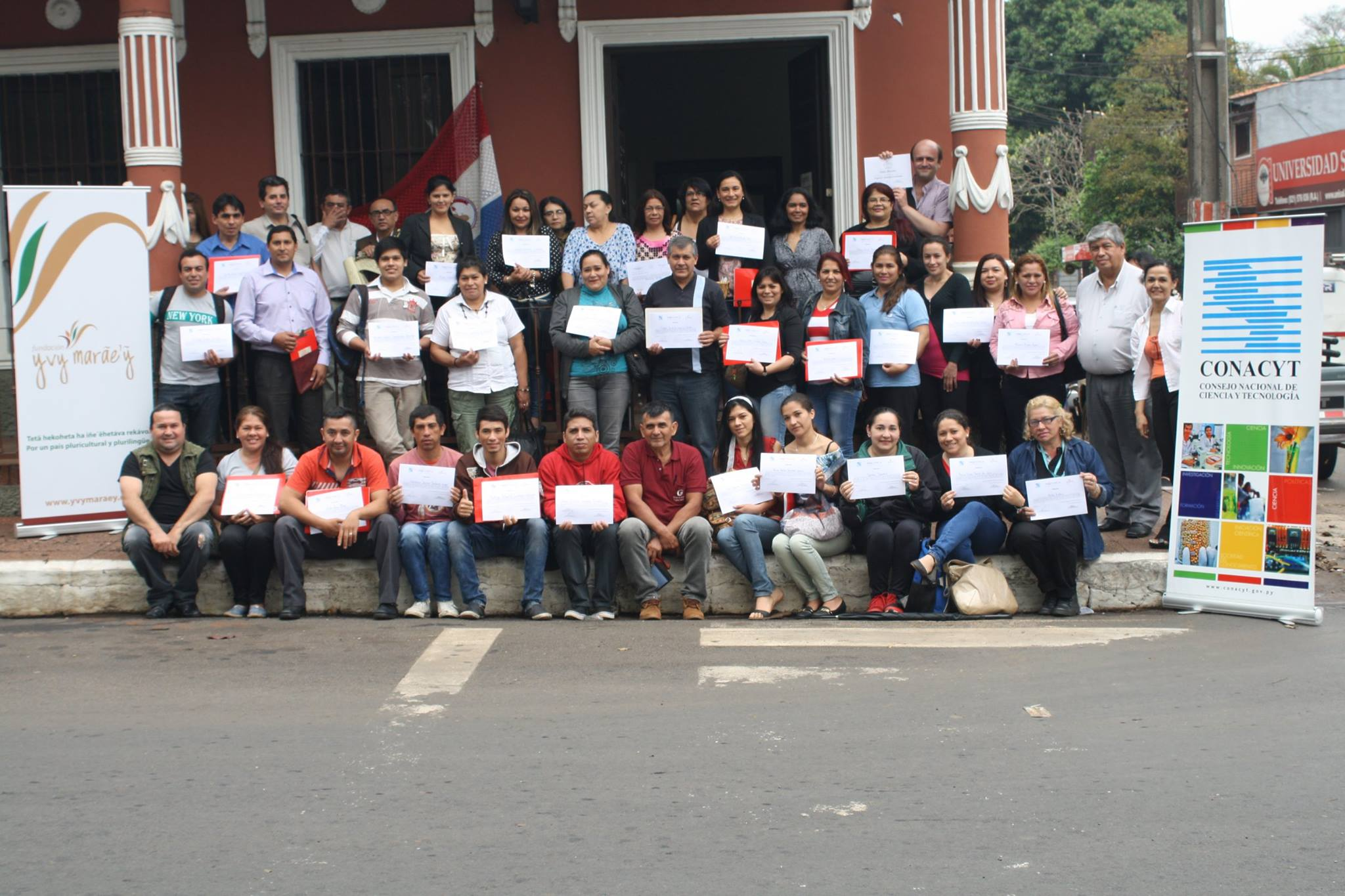
Foto final de los participantes en un evento lingüístico organizado por la Fundación Yvy Marãe’ỹ en 2016.

En quince años de vida institucional, Yvy Marãe’ỹ ha desarrollado varios planes, proyectos y acciones tendientes a la promoción y defensa de la diversidad lingüística, como el impulso de políticas lingüísticas proactivas y defensoras del plurilingüismo paraguayo, americano y mundial. Ha desarrollado seminarios, cursos, charlas, paneles, congresos y asesorías en materia de lenguas y culturas. Ha prestado servicios de consultorías y traducciones para varias entidades nacionales como el Ministerio de Educación y Cultura (MEC), la Secretaría Nacional de Cultura (SNC), la Secretaría de la Función Pública (SFP), la Secretaría Nacional de Cultura, la Coordinadora de Derechos Humanos del Paraguay (CODEHUPY), la Red Contra Toda Forma de Discriminación y varias otras instituciones. A nivel internacional, realizó traducciones para la UNESCO, MERCOSUR Cultural, UNICEF, Amnistía Internacional, entre otros. Integró y participó activamente en el Taller de la Sociedad Civil, instancia de coordinación de organizaciones e instituciones que jugaron un papel clave para la promulgación de la Ley 4251/10 de Lenguas.
En 2012, la Fundación creó el Instituto Técnico Superior de Estudios Culturales y Lingüísticos Yvy Marãe’ỹ, reconocido por el MEC por Resolución n° 1261/12. Actualmente desarrolla estas carreras y cursos: Tecnicatura Superior en Traducción e Interpretación guaraní-castellano, Tecnicatura Superior en Antropología y Gestión Cultural, Curso de Dinamización Lingüística, Curso de Lengua Guaraní, Curso de Lengua Castellana. 
A partir de 2015, Yvy Marãe’ỹ incursiona en la investigación lingüística. Ha desarrollado y desarrolla investigaciones con el cofinanciamiento del Consejo Nacional de Ciencia y Tecnología (CONACYT). Una de las actividades académicas más importantes que realiza anualmente la entidad es el Seminario Internacional sobre Traducción, Terminología y Lenguas Minorizadas, que en su tercera versión fue realizado los días 19, 20 y 21 de julio de 2018, y congregó seis especialistas internacionales de cinco países, y veintiún de Paraguay, y en el cual participaron 350 personas. Por medio de convenios trabaja con varias entidades. Desde 2017, por medio de convenios de cooperación, trabaja con la Cámara de Senadores de la Nación, y realiza traducciones de documentos al guaraní. Yvy Marãe’ỹ es miembro del Centro Regional de la Cuenca del Plata, que a su vez es miembro de los Centros Regionales de Educación (RCE) que articulan los desafíos globales, regionales y locales de Desarrollo Sostenible.

## Visión
Un país plurilingüe e intercultural, donde se promuevan y defiendan la soberanía cultural y lingüística, la identidad nacional, los derechos culturales y lingüísticos, y la inclusión de todos los paraguayos y las paraguayas.

## Misión
Una organización dinámica y proactiva, que promueva la definición de políticas lingüísticas y culturales desde nuevos paradigmas y con enfoques de derechos, que contribuya con la construcción de una ciudadanía intercultural, articulando saberes populares y conocimientos científicos, que se erija en interlocutora legítima ante el Estado en el área de las culturas y las lenguas, y que trabaje solidariamente con los distintos actores de la sociedad.

## Valores
Mística, solidaridad, libertad, inclusión, interculturalidad, soberanía lingüística y cultural, justicia, diálogo, diversidad, autonomía, democracia participativa, formación permanente, equidad de género.

## Publicaciones
En diciembre de 2023, la Fundación comenzó a publicar la revista académica Ñeʼẽ. Revista de Investigación Lingüística y Cultural.